# 真琴
真琴（まこと、1989年9月26日 - ）は、日本の女子プロレスラー。

## 所属
- 2006年2月 - 2006年7月 我闘姑娘
- 2006年7月 - 2011年8月 アイスリボン
- 2011年8月 - 2012年3月 SMASH
- 2012年4月 - 2014年1月 WNC
- 2014年1月 - 2018年3月 WNC-REINA
- 2018年3月 - フリー

## 経歴
2006年
- 我闘姑娘のさくらえびきっずに憧れ、2月にさくらえみに電子メールで入門を直訴し、我闘姑娘に練習生として入団。
- 7月25日、第2回アイスリボン・千本桜ホール大会で、りほを相手にアイスリボン所属としてマットデビュー。
- 9月17日、NEO女子プロレス後楽園ホール大会で元気美佐恵・りほ組相手にリングデビュー（パートナーは植松寿絵）。

2007年
- 2月18日、NEO女子プロレス川崎市体育館大会で行われたイリミネーションマッチにおいて、オーバー・ザ・トップロープでタニー・マウスから初勝利を挙げる。
- 9月8日、Future Star北沢タウンホール大会で、みなみ飛香から初のピンフォール勝ちを収める。（パートナーは希月あおい）

2008年
- 2月1日、アイスリボン・市谷大会で、三田英津子をパートナーにNEOマシンガンズ（タニー・マウス&宮崎有妃）の持つインターナショナル・リボンタッグ王座に挑戦し、勝利。初タイトルを獲得した。
- 10月18日、アイスリボン・新木場1stRING大会で自ら提唱し作製したICE×60チャンピオンベルトを披露。同年11月15日 新木場大会、12月23日 北沢大会で行われた初代王者決定トーナメントに出場するが、決勝で聖菜に敗退。

2009年
- 7月29日、初のイメージDVD「ミラクルハンター」が発売される。
- 8月23日、アイスリボン後楽園ホール大会において、ライジングスタースープレックスホールドで市来貴代子を破り、第3代ICE×60王者となる。
- 11月1日、NEO女子プロレス・後楽園ホール大会、三田英津子引退興行でラストシングルマッチの対戦相手を務めた（当初は三田の元付き人野崎渚の予定だったが負傷欠場のため変更された）。
- 12月28日、2009年日刊バトル大賞女子プロレス部門敢闘賞を受賞。

2010年
- 5月3日、アイスリボン後楽園ホール大会においてスクリーン上で「マイナスのコスプレ」と宣言し、胸元が開いたワンピース水着型コスチュームで登場。飯伏幸太と組み、澤宗紀&バンビと対戦、しかしバンビのスタンディング・シャイニングウィザードからの片エビ固めで敗れる。
- 9月23日、アイスリボン後楽園ホール大会において仙女との対抗戦でキャプテンフォール10人タッグマッチにおけるキャプテンとして戦い、最後は花月との一騎討ちの末に敗れる。
- 10月27日、アイスリボン道場マッチにて牧場みのりと組み、さくらえみ・高橋奈苗組の持つインターナショナル・リボンタッグ王座に挑戦するも敗退。
- 12月26日、アイスリボン後楽園ホール大会、WWEを目指すためにと自身が熱望したTAJIRIとのシングルマッチを実現。完敗するもTAJIRIから高評価を受け、2011年1月29日SMASH新宿FACE大会（ダブルヘッダーの夜興行）にて元WWEディーヴァのセリーナと対戦決定。

2011年
- 2月6日、アイスリボン今池ガスホール大会にてりほをパートナーに志田光&藤本つかさの持つインターナショナル・リボンタッグ王座に挑戦。最後は志田のスリーカウントを受け敗戦。
- 4月15日、19時女子プロレス大阪大会（大阪プロレスが会場と2試合を提供）にてつくしが持つIW19選手権に挑戦するも敗れた。
- 5月11日、アイスリボン道場大会の座談会にて、「基礎体力が少し足りない」とSMASH側から指摘されたとの理由でさくらえみからSMASHの合同練習への参加を禁じられていることを告白。腕立て伏せ100回というノルマを巡り、さくら及びさくらに同調した都宮ちいとの遺恨が生じる。
- 7月22日、19時女子プロレスにて都宮ちいの持つIW19王座に挑戦するも、19分時間切れ引き分けで奪取に失敗。
- 8月5日、19時女子プロレスにて同月21日のアイスリボン後楽園大会を最後にアイスリボンを退団、SMASHへの移籍を発表。
- 8月7日、アイスリボン道場大会にて藤本つかさの持つICE×60王座に挑戦するも敗れる。
- 8月13日、アイスリボン道場大会にてさくらえみと組み、星ハム子・宮城もち組の持つインターナショナル・リボンタッグ王座に挑戦し勝利。第19代王者となる。
- 8月21日、アイスリボン後楽園ホール大会にてさくらえみと対戦し敗れる。同日付けでアイスリボンを退団しSMASHへ移籍。

2012年
- 4月5日、TAJIRI以下元SMASH所属全選手、レフェリー、練習生とともに、新団体「Wrestling New Classic」に移籍。
- 6月24日、朱里との試合中に手首を負傷。長期欠場に入る。このため、予定されていた自主興行は延期となった。
- 8月30日、WNC後楽園大会で復帰。1年ぶりの復帰戦となった同期デビューの野崎渚と対戦も敗れる。このカードはシリーズに3連戦として組まれ3連敗。
- 11月9日、華名と合同で「まこかなプロ」開催。第1試合にて華名とタッグを組み、元同門の志田光&星ハム子組と対戦。セミで尾崎魔弓と初シングルも敗れる。
- 11月27日、WAVE・AAA合同後楽園大会、春日萌花とのタッグで次期WAVE認定タッグ王座挑戦者決定5WAY戦を制す。
- 12月16日、WAVE新木場大会、大畠美咲&藤本つかさ組のWAVEタッグ王座に挑戦。しかし奪取ならず。

2013年
- 3月31日、WNC新宿大会で朱里を降しWNC女子王座奪取。
- 4月25日、WNC後楽園大会でリン・バイロンに敗れWNC女子王座陥落。
- 4月29日、スターダム両国国技館大会に参戦。
- 7月14日、2年ぶりとなる古巣アイスリボン参戦。希月あおいとシングル。
- 8月20日、「私立・プロレス学園」を立ち上げ、新人の小林香萌を生徒第1号とする[1]。
- 8月24日、REINA東部フレンドホール大会、REINA世界タッグ王座決定トーナメントに松本都との元アイスリボンタッグでエントリーするが、Leon&ライディーン鋼組の前に敗れる[2]。

2014年
- 1月9日、WNC-REINA所属になる[3]。
- 4月27日、REINA新木場大会にて行われたREINA世界タッグ王座決定トーナメントに小林香萌と組んでエントリー。1回戦のアレックス・リー&クレージー・マリー戦、2回戦のLeon&フェアリー日本橋（OSAKA女子）戦をいずれもスピアーで勝ちあがり、決勝の雫有希&亜利弥’戦で勝利してタイトル獲得となった[4]。
- 6月29日、REINA新木場大会、再び小林香萌と組み、今度は約3年ぶりとなるインターナショナル・リボンタッグ王座を懸けて成宮真希&世羅りさ組（.STAP）に挑むが、敗れる[5]。
- 8月12日、我闘雲舞初参戦。5年半ぶりとなる市ヶ谷でWNC旗揚げ戦以来2年ぶりに里歩とタッグを組み、師匠さくらえみ（パートナーは「ことり」）と3年ぶりに対角線に立った。里歩がそうまとうで「ことり」から勝利[6]。
- 8月20日、REINA新木場大会、亜利弥’と組み、堀田祐美子&ラ・コマンダンテ組の持つREINAタッグ王座に挑戦、コマンダンテからスクールボーイでフォールを奪いタッグ王座奪取[7]。
- 12月26日、REINA後楽園大会で華名軍に強制的に加入させられる。

2015年
- 2月8日、OZアカデミー新宿大会で尾崎魔弓からの指名で尾崎とシングルを行う。正危軍加入を要請されるも拒否する。
- 2月22日、我闘雲舞板橋大会に参戦。セミファイナルでさくらえみをアラベスクで丸め込み勝利する。
- 5月23日、アイスリボンでプロレスに就職を宣言した優華とシングルを行いスピアーで勝利。試合後4月から高校に通っていることを話す。

2016年
- 3月25日、REINA後楽園大会で藤本つかさからREINA世界女子王座を奪取する。

2017年
- 7月1日、7月2日から、頚椎椎間板ヘルニアにより長期欠場する事を発表。
- 10月25日、REINA後楽園ホール大会にて復帰。

2018年
- 3月10日、REINAの活動休止とともにフリーに。
- 12月11日、我闘雲舞新木場1stRing大会にて里歩とのタッグでアジアドリームタッグ王座を戴冠。

2019年
- 8月11日、PURE-J後楽園ホール大会にて春日萌花とのタッグでデイリースポーツ認定女子タッグ王座を戴冠。

## 得意技

### 投げ技
- 盛艶のうねり(せいえんのうねり)

現在のフィニッシュホールド。技名は真琴が好きなキャラである煉獄杏寿郎(鬼滅の刃)の使う技「炎の呼吸 肆ノ型 盛炎のうねり」から。
- グラビアバスター

ボディスラムで担いでフェイスバスターに落とす、リバースのみちのくドライバーⅡ
- ダブルアーム・スープレックス・ホールド

真琴のフェイバリットホールド。大きなブリッジで投げることができ、この技でシングル戦初勝利を成し遂げた。ここ一番では雪崩式でも使用する。
- ライジングスタースープレックスホールド

相手の両腕を自分の左脇下にはさみ、フィッシャーマンのように後方に反り投げる。三田英津子のフィニッシュホールドであり、本人から直接伝授された技。
- デスバレーボム
- ドラゴンスクリュー

### 固め技
- ブレイジング・クラッチ（三田さん固め）

相手に背を向けてしゃがみこみながら、腕を引っ張ってエビ固めに移行する技。サムソンクラッチとは入り方が異なる。三田英津子が使用していたムーブで、真琴が使う場合はこう呼ばれる。
- アラベスク

スピアーを決めてからのジャックナイフホールド
- ミドガルズオルム

変形グラウンド卍
- 雁之助クラッチ

### 打撃技
- スピアー

FUNAKIより伝授。FUNAKIはエッジに教わったという。
- 無気力キック

みなみ飛香の「はりきりキック」のオマージュ技。コーナーから飛ぶダイビング式や串刺し式もある。外国人に放つ場合は「ノー・スピリット・キック」と叫びながら蹴ることも。
- 無気力ハイ

右上段回し蹴り。
- ブレイジング・キック

二段蹴り式の無気力キック。三田英津子の了承を得て、技名にブレイジングを付けている。
- ブレイジング・チョップ

三田英津子の技を使用している。
- W・W・ニー

側転式ダブルニードロップ。名称はWWEと掛けている。
- ボディの蹴り上げ

四つん這いの状態になった相手の腹部を大きく蹴り上げる。

### かつての使用技
- 真琴50kg!

その場飛び式のジャンピングボディプレス。50kgなのであまり効かない。さくらえみの「さくらえみ70kg！」のオマージュ技。3連発〜5連発のパターンも存在する。
- 無気力印

りほの「ニコニコ印」のオマージュ。他に「萌え萌えキュンキュン」なども存在する。
- シャイニング・ウィザード

2007年5月3日の対メカマミー戦から使用。形は崩れ気味だが故に威力はある、メカマミーの顔面から赤い潤滑オイル（？）を流させた。プロレスLOVEポーズは欠かさずする。
- 飛行機投げ
- トルネードクラッチ
- カベルナリア
- 側転プレス

ロンダート（側転）からのボディプレス。
- サマーソルト・ドロップ

コーナーからダイビング・サマーソルト・ドロップを放つ事もある。
- ムーンサルトプレス
- ジャーマン・スープレックスホールド

## タイトル歴
アイスリボン
- 第2代・第19代・第57代・第59代インターナショナルリボンタッグ王座（パートナーは、第2代が三田英津子、第19代がさくらえみ、第57代と第59代が星ハム子）
- 第3代ICE×60王座

WNC
- 第2代WNC女子王座
- 第33代WEWハードコアタッグ王座（パートナーはバンビ）

REINA女子プロレス
- 第5代REINA世界王座
- 第12代、第15代、第18代REINA世界タッグ王座（パートナーは小林香萌→亜利弥’→山下りな）

I.W.A.JAPAN
- 第10代IWA三冠統一王座

プロレスリング我闘雲舞
- 第6代アジアドリームタッグ王座（パートナーは里歩）

PURE-J女子プロレス
- 第24代デイリースポーツ認定女子タッグ王座（パートナーは春日萌花）

SEAdLINNNG
- BEYOND THE SEA SINGLE王座（第12代）
- 第9代、第11代、第13代BEYOND THE SEA TAG TEAM王座（パートナーは第9代、第11代が朱崇花、第13代が野崎渚）

WUW
- WUW女子王座

DDTプロレスリング
- アイアンマンヘビーメタル級王座（第1609代）

## 入場テーマ曲
- 「STRONG BABY」（SEUNGRI）
- 「聖少女領域」（ALI PROJECT）
- 無気力ファイター
- 「君をのせて」（REDALiCE Remix）
- 「戦場のメリークリスマス」 TranceRemix 2008 Last ver.（remix by ikuya）

## 人物
- 神戸市生まれだが転勤族の家庭で育ち、小学生の間に、兵庫県明石市→愛知県豊橋市→神奈川県座間市と何度も引っ越している。（現在の実家は愛知県にある）
- 中学時代は登校拒否。高校は一年で中退。元・対人恐怖症で引きこもりである。
- デビュー後しばらくは「無気力ファイター」とコールされ、それまでに類を見ないひ弱なプロレスラーとして注目された。
- 初勝利を上げて以降は「ミラクルハンター」とコールされている。
- 家で『三國無双』などのゲームや『ひぐらしのなく頃に』などのアニメを見ていたらしく、ゲーム&アニメ好きのアキバ系である。特に『真・三國無双』の貂蝉を敬愛している。
- 趣味はコスプレ、絵を描くこと、妄想。同じくアキバ系の都宮ちいと共にコミケ会場周辺でチラシ配りをする事も。
- ホラー映画が好きである。
- 愛読誌はコミック百合姫とpopteenと電撃レイヤーズ。
- 対戦相手のお色気攻撃に弱く、目の前でセクシーポーズを取られただけで戦意を喪失することがある。
- 猫好きで、自宅でも2匹の猫を飼っている。
- 引きこもり時代に見始めたWWEのファンでもあり、目標としている選手はトリッシュ・ストラタス。好きな男子選手はジェフ・ハーディー。
- 好きな色は紫。ただし濃い紫はあまり好きでなく、藤色のような薄い紫が好み。
- 好きなレスラーは、三田英津子。事あるごとに「我愛三田さん」精神を発揮する。
- 血液型はO型。バストはEカップ[8]。
- スポーツ歴は和道流空手（ただし3週間）とバレーボール（3日間）。
- 声優の小見川千明とは小学校での同級生である。
- ビッグマッチで着用しているコスチューム（ガウン）は、三田英津子が着用していたものを18歳の誕生日に譲り受けたもの。以前は、同じく三田英津子から譲り受けたスカジャンも入場時に着用していた。
- デビューから約4年間に渡ってアイスリボン全大会皆勤を続けていたが、2010年8月21日アイスリボン・212を都合により欠場したため、連続出場記録が途切れた。
  - 2009年8月29日戸田競艇場大会や、2010年3月14日三軒茶屋大会も欠場しているが、共にイベント興行であった為、連続出場記録にはカウントされていない。
  - 12月26日後楽園ホール大会（vs TAJIRI戦）でのインタビューで、当日の欠場理由をWWEの入団試験を受けていた為と話した。しかし、インタビュー当日になっても合否通知が来ていなかった為、本人は不合格と考えている。
- WWEの入団試験は2度受けている。
- アイスリボンが市ヶ谷を拠点としていた時代、「市ヶ谷の番人」として壁の塗装を請け負っていた[6]。
- 2010年5月3日の後楽園大会よりワンピース水着型リングコスチュームを着用することが多くなったが、この時の対戦相手でもあったバンビの影響を受けたものである。バンビもプロレス入り前は真琴と同じく対人恐怖症だった。
- 2011年8月5日のユーストリーム配信番組「19時女子プロレス」でSMASHに移籍することを発表。
- 2011年9月28日より秋葉原のメイドカフェに勤務。世界初の「現役メイド女子プロレスラー」となった。
- まだアイスリボン所属だった当時、SMASHでTAJIRIとタッグを組んだ際にそのTAJIRIの必殺技である（紫の）毒霧を披露したが、口の中が紫に染まってしまい、以降は使っていない。
- 2014年の我闘雲舞初参戦時、さくらえみからオファーが来た際「また嵌められる」と思ったものの、逃げてはいけないと参戦。
- 2015年1月、御崎公園球技場（ノエビアスタジアム神戸）にて行われた地元神戸市の成人式で、プロ野球選手やプロサッカー選手らに混じり新成人にお祝いのVTRメッセージを送る一人に選ばれた。ちなみにこの成人式に参加していた同郷のMIZUKI（LLPW-X）は真琴のVTRメッセージを会場で見ている。
- 2018年3月、REINA活動休止に伴いフリー転向。REINAの事務員だった松澤さんがマネージャーに就任し、時折試合に参加させられている。

## 作品

### イメージDVD
- ミラクルハンター（2009年7月29日、オルスタック・ピクチャーズ）
- オリエンタルドール（2012年12月28日、グラッソ）
- オリエンタルドールII（2013年3月29日、グラッソ）
- コスッちゃいました・・・!! （2013年6月28日、グラッソ）
- マコまっしぐら（2015年10月30日、グラッソ）
- フェイバリットホールド（2017年1月20日、ファインピクチャーズ）
- Venus（2017年2月10日、IMPACT）
- オリエンタレス（2019年7月26日、グラッソ）
- 水月鏡花（2020年10月30日、スパイスビジュアル）[9]
- BLAZING!（2021年3月26日、スパイスビジュアル）[10]
- 恋獄（2021年9月24日、スパイスビジュアル）[11]
- 盛艶のうねり（2025年6月25日、スパイスビジュアル）[12]

### 写真集
- セクシャル・バイオレット（2016年12月1日、プリヴェコミュニケーションズ、撮影：野川イサム）ISBN 978-4908692741[13]

### コラム連載
- ナイガイモバイル☆バトル 「アイスリボン結び」（2007年2月-2009年2月）

他のアイスリボン選手と交代で執筆していた
- ニッカンバトル 「バトル☆ビーナス」（2009年6月-2010年4月）

風香、桜花由美、杉山しずかと交代で執筆していた

## メディア出演

### 映画
- スリーカウント ※エキストラ出演
- 平成トンパチ野郎〜男はツラだよ〜（2009年）（マジカル/グラッソ）
- 平成トンパチ野郎2（2010年）（マジカル/グラッソ）

### テレビ
- 筋肉美女-Muscle Venus-（2008年4月-6月 テレビ埼玉）
- マッスルビーナス（2008年9月-12月 同上）
- マッスルガール! 第一話（2011年4月-6月 TBS他）
- タイムスクープハンター サードシーズン第五話「修羅場！ 決戦の妻たち」（2011年6月9日 NHK総合） ※使用人役

### 雑誌
- AneCan（2015年6月号 小学館）
- 月刊エンタメ（2015年6月号 徳間書店）
- 週刊大衆（2016年12月12日号双葉社）[14]

### インターネットラジオ
- モテたいッ!!

### ウェブテレビ
- 柴田地球防衛隊〜地球を守るのは僕らだ〜（2016年 - 2017年、AbemaTV）